# Kanton Saint-Just-en-Chevalet
Saint-Just-en-Chevalet was een kanton van het Franse departement Loire. Het kanton maakte deel uit van het arrondissement Roanne. Het werd per 2015 opgeheven bij decreet van 26 februari 2014. Alle gemeenten zijn overgeheveld naar het kanton Renaison.

## Gemeenten
Het kanton Saint-Just-en-Chevalet omvatte de volgende gemeenten:
- Champoly
- Chausseterre
- Cherier
- Cremeaux
- Juré
- Saint-Just-en-Chevalet (hoofdplaats)
- Saint-Marcel-d'Urfé
- Saint-Priest-la-Prugne
- Saint-Romain-d'Urfé
- La Tuilière